# Peraiocynodon
Peraiocynodon é um mamífero extinto da ordem Docodonta, encontrado nas rochas do Jurássico Médio do Reino Unido. É conhecido apenas por dentes molares isolados encontrados no leito de mamíferos na pedreira de cimento de Kirtlington em Oxfordshire, Inglaterra (Forest Marble Formation).